# Berenice IV de Egipto
Berenice IV (en griego: Βερενίκη) (76 a. C. - 55 a. C.) fue una reina de la dinastía Ptolemaica que gobernó de 58 a 55 a. C.. No se conoce su titulatura egipcia.
Hija de Ptolomeo XII Auletes (sobrenombre griego que significa "flautista" que recibió del pueblo dado su gusto por tocar la flauta antes de los asuntos de estado) y probablemente de Cleopatra V Trifena. Hermana de Cleopatra VI Trifena, y hermana de padre de la célebre Cleopatra VII.
Berenice expulsó a su padre en 58 a. C., tras los disturbios provocados por la anexión de Chipre por Roma. Junto con su madre gobernó Egipto durante un año hasta la muerte de Cleopatra Trifena, fecha en que Berenice gobernaría sola con el apoyo de los alejandrinos, que enviaron a Roma una delegación para que el Senado arbitrase en el conflicto que enfrentaba a padre e hija. 
Por ser mujer, los romanos pidieron que se casara para tener un marido como corregente, por tanto gobernador efectivo de Egipto. Pero ella no quiso, por lo que los cónsules la obligaron a casarse con Seleuco Cibiosactes. A los pocos días mandó a estrangularlo para quedar como única gobernante. 
Obligada por los romanos, se casó con Arquelao, sumo sacerdote de Belona en Comana, Capadocia,
Su reinado terminó en el año 55 a. C., cuando su padre Ptolomeo XII regresó victorioso del exilio al frente de un ejército romano, con el apoyo del procónsul de Siria, Aulo Gabinio. Marco Antonio, el futuro rey consorte de Egipto junto a Cleopatra VII, formaba parte de ese ejército dirigiendo la caballería. Arquelao había muerto en uno de los combates contra el ejército romano, y Auletes recuperó el trono ejecutando a su hija Berenice.

## Sucesión
| Predecesor: Ptolomeo XII Neo Dioniso Auletes | Faraón de Egipto (Dinastía Ptolemaica) 58 - 55 a. C. como corregente Cleopatra V o/y Cleopatra VI (58-57 a. C.) | Sucesor: Ptolomeo XII Neo Dioniso Auletes |